# Галеано, Элида
Элида Мария Галеано Корнехо (исп. Elida María Galeano Cornejo; 18 февраля 1965, Хинотега) — никарагуанская политическая и общественная деятельница, активистка движения Контрас, участница гражданской войны против сандинистского режима 1980-х годов. Сестра полевого командира Никарагуанских демократических сил, начальника штаба Никарагуанского сопротивления Исраэля Галеано. После окончания гражданской войны примирилась с сандинистами, является депутатом никарагуанского парламента от СФНО. Возглавляет общественную ассоциацию имени своего брата и общественное движение бывших контрас.

## Девушка в войне
Родилась в крестьянской семье одной из деревень Хинотеги. Принадлежала к среде, враждебно относившейся к марксистскому правительству СФНО из-за принудительной коллективизации, насаждения партийно-государственного регулирования, преследований католицизма. В конце 1979, в 14-летнем возрасте, вместе с братом Исраэлем Галеано примкнула к ополчению MILPAS — Народной антисандинистской милиции. Участвовала в вооружённых операциях MILPAS.
В 1981 Элида Галеано вступила в антисандинистские антикоммунистические организации Легион 15 сентября и Никарагуанские демократические силы. Служила в вооружённых формированиях Контрас Армия никарагуанского сопротивления — Ejército de la Resistencia Nicaragüense (ERN). Участвовала в боях с сандинистами в департаментах Хинотега и Нуэва-Сеговия. Носила прозвище Comandante Chaparra (в вольном переводе Команданте Малышка).

## Женщина в политике
23 марта 1988 года сандинистское правительство Даниэля Ортеги и коалиция контрас Никарагуанское сопротивление (RN) заключили Соглашение Сапоа о мирном урегулировании. Восьмилетняя гражданская война завершилась. 25 февраля 1990 года состоялись свободные выборы, на которых сандинисты потерпели поражение. К власти пришёл Национальный союз оппозиции. Исраэль Галеано получил пост в правительственном аппарате Виолетты Барриос де Чаморро. Именно брат Элиды — Исраэль Галеано, Команданте Франклин — торжественно сдавал автомат президенту Барриос де Чаморро, символизируя национальное примирение на церемонии 27 июня 1990 года. Команданте Малышка присутствовала рядом с братом и президентом.
Два года спустя Команданте Франклин погиб в автомобильной катастрофе. Элида Галеано основала ARNIG — Ассоциацию никарагуанского сопротивления имени Исраэля Галеано. Она стала также одним из руководителей общественной организации Демократическое движение никарагуанского сопротивления — Movimiento Democrático Resistencia Nicaragüense (MDRN). В 1995—1996 состояла в Партии никарагуанского сопротивления (PRN).
18 сентября 1996 года MDRN заключило соглашение о политическом союзе с СФНО. Таким образом, Элида Галеано стала из первых контрас, пошедших на альянс с сандинистами, на 10 лет раньше PRN. Этот шаг мотивировался национальными интересами страны и социальными нуждами контрас. Квалифицировался он по-разному: либо как исторический прорыв, пример социально-политического урегулирования, либо как отход от изначальных принципов движения контрас. Примечательно, что в это же время многие ветераны сандинистского движения, наоборот, покидали СФНО и переходили в оппозицию к Ортеге (Движение сандинистского обновления).

## Депутат парламента
На выборах 2006 года, по результатам которых Даниэль Ортега вновь стал президентом Никарагуа, Элида Галеано была избрана в Национальную ассамблею от СФНО. Вторично получила мандат на выборах 2011 года. Состоит в парламентских комитетах по обороне, безопасности, правам человека и по иностранным делам. Занимается вопросами социальной политики, помощи ветеранам гражданской войны, общественной безопасности, транспорта, трудовой миграции.
13 июня 2012 года Национальная ассамблея Никарагуа по инициативе Элиды Галеано учредила национальный праздник 27 июня — День никарагуанского сопротивления, мира, свободы, единства и национального примирения: «В знак признания заслуг никарагуанских мужчин и женщин, участвовавших в гражданской войне 1980-х годов и демобилизованных 27 июня 1990 года». (Радикальные контрас осудили очередное соглашение с сандинистской верхушкой.)
В 2015 году Элида Галеано внесла законопроект о социальной реинтеграции ветеранов сопротивления в вооружённые силы и МВД. Она также инициировала создание Партии Альянс никарагуанского сопротивления (Partido Alianza Resistencia Nicaragüense, PARN). Комментаторы отметили, что PARN не имеет каких-либо отличий от PRN, кроме слова «альянс» в названии. Ещё до официальной регистрации PARN Элида Галеано объявила, что партия будет выступать в союзе с СФНО.
На выборах 2016 года Элида Галеано вновь была избрана в Национальную ассамблею как представитель СФНО. Является также депутатом Центральноамериканского парламента.

## Семья
Элида Мария Галеано замужем, имеет четверых детей. Её и Исраэля двоюродная сестра Люсила Галеано (известна как Irma - Ирма) во время войны была фельдшером и радистом в отряде контрас. После войны работает в системе здравоохранения ОАГ.